# Lindar
Lindar – wieś w Chorwacji, w żupanii istryjskiej, w mieście Pazin. W 2011 roku liczyła 402 mieszkańców.